# Killection
 (mars 2020).
Albums de Lordi
Sexorcism Lordiversity
Killection est le dixième album studio du groupe de hard rock finlandais Lordi, sorti le 31 janvier 2020,. 
Il rend hommage aux influences musicales revendiquées par le groupe (AC/DC, Kiss, Bon Jovi, Deep Purple, Scorpions...) en se présentant comme un faux best-of constitué de titres présentés (jusque dans la pochette de l'album) comme issus d'albums (fictifs) du groupe sortis dans les années 1970, 80, et 90.

## Membres
- Mr. Lordi : chant.
- Amen : guitare.
- Hiisi : basse.
- Hella : claviers.
- Mana : batterie.

## Titres
1. Radio SCG10 - 1:23.
2. Horror For Hire - 3:22 (extrait de l'album fictif People Of The Day , 1982).
3. Shake The Baby Silent - 3:36 (extrait de l'album fictif Spooky Sextravaganza Spectacular, 1995).
4. Like A Bee To The Honey - 4:13 (extrait de l'album fictif Sane Days, 1989).
5. Apollyon - 5:11 (extrait de l'album fictif The Newcorn, 1981).
6. SCG10 : The Last Hour - 1:31.
7. Blow My Fuse - 3:31 (extrait de l'album fictif Naked To Live, 1975).
8. I Dug A Hole In The Yard For You - 4:11 (extrait de l'album fictif Reconstructor, 2019).
9. Zombimbo - 4:53 (extrait de l'album fictif Super Fly Trap, 1979).
10. Up To No Good - 3:58 (extrait de l'album fictif Leave Full, 1984).
11. SCG10 : Demonic Semitones - 1:20.
12. Cuttefly - 4:20 (extrait de l'album fictif Whisper At The Sun, 1985).
13. Evil - 4:34 (extrait de l'album fictif Nice Device, 1991).
14. Scream Demon - 4:38 (extrait de l'album fictif Hugger, 1987).
15. SCG10 : I Am Here - 1:51.

## Autour de l'album
L'album est une compilation fictionnelle s'inspirant des musiques de radio des années 1970 et 1980.
La chanson Like A Bee To The Honey date réellement de 1989 : écrite et composée par Jean Beauvoir et Paul Stanley, elle n'avait encore jamais été enregistrée avant que Mr. Lordi n'en entende parler.
L'intro Radio SCG10 est composée d'extrait d'anciennes chansons de Lordi (Bringing Back The Balls To Rock, This Is Heavy Metal, Devil Is A Loser (And He's My Bitch), Blood Red Sandman, It Snows In Hell, Would You Love A Monsterman ?...) réorchestrées à la manière de groupes comme AC/DC, Judas Priest, Ozzy Osbourne, Mercyful Fate, Venom, Guns'n'Roses... Cette intro est un thème musical récurrent sur tout l'album, comme un jingle de radio.